# Броніслава Вуйцик-Кепрулян
Броніслава Вуйцик-Кепрулян (пол. Bronisława Wójcik-Keuprulian; 5 серпня 1890, Львів — 11 квітня 1938, Варшава) — польська музикознавиця.

## Біографія
Вивчала музикознавство (також математику та філософію) у Львівському університеті Яна Казимира у професора Адольфа Чибіньського (доктор філософії 1917), вивчала музику у Львівській консерваторії.
У 1919—1925 роках проводила наукові дослідження та викладала на кафедрі музикознавства Ягеллонського університету. Була музичним редактором книгарні Казімєжа С. Якубовського.

У 1934 році вона здобула габілітацію в Ягеллонському університеті на основі аналізу мелодій Шопена. Габілітаційною лекцією було: «Позиція музикознавства в системі наук».
У 1934 році переїхала до Варшави в Інститут Фридерика Шопена. Вона передчасно померла і була похована на львівському Личаківському цвинтарі.
Була членом:
- Польського товариства орієнталістів,
- Наукового товариства у Львові,
- Польського філософського товариства,
- Societé Française de Musicologie та Deutsche Gesellschaft für Musikwissenschaft.

Була активісткою Архієпархіального союзу вірмен у Львові, як дружина львівського вірменина.